# Серебряная шпага
Международный фестиваль сценического фехтования «Сере́бряная шпа́га» им. Н. В. Карпова — ежегодный театральный фестиваль, проводимый в Москве с 2007 г. Позиционируется как единственный в мире профессиональный фестиваль сценического фехтования (не следует путать с чемпионатами по арт-фехтованию).

## Организаторы и партнёры
Официальными организаторами фестиваля являются Российский университет театрального искусства — ГИТИС и Союз театральных деятелей РФ. Содействие в организации осуществляют также ВТУ им. М. С. Щепкина и Театральный институт им. Бориса Щукина.
Президент фестиваля с 2014 г. — зав. кафедрой сценической пластики ГИТИСа Айдар Закиров. Директор — актриса Яна Аршавская (2014 — 2019). PR-директор (до 2019) — тележурналист и актёр Кирилл Парменов.
Попечители фестиваля: народный артист РФ Дмитрий Певцов, режиссёр Сергей Женовач, худ. рук. Российского академического молодёжного театра Алексей Бородин (в 2013 г.), худ. рук. Театра на Малой Бронной Сергей Голомазов.
Постоянные партнёры фестиваля: Федеральное агентство «Россотрудничество», Ассоциация каскадёров России, Театральный музей им. А. А. Бахрушина, Посольство Франции в России, Итальянский институт культуры в Москве, Институт Сервантеса в Москве (с 2013 г.).

## История
Идея о создании фестиваля сценического фехтования, который смог бы объединить профессионалов и студентов со всей страны, принадлежит заслуженному артисту РФ, зав. кафедрой сценической пластики РУТИ—ГИТИС Н. В. Карпову, который стал его президентом. В 2007 г. при поддержке ведущих театральных вузов Москвы был проведён первый фестиваль.
С 2007 по 2014 гг. фестиваль был посвящён А. Б. Немеровскому и И. Э. Коху — основоположникам московской и ленинградской школ сценического фехтования в СССР. С 2014 носит имя Н. В. Карпова.
В рамках фестиваля проводятся лаборатории для педагогов по сценическому фехтованию, с 2013 по 2015 гг. круглогодично действовала «Школа юного мушкетёра» – первая в России детская школа сценического фехтования.

### I фестиваль, 20 мая 2007 года
Проводился под названием Московский фестиваль сценического фехтования «Серебряная шпага» им. А. Б. Немеровского и И. Э. Коха.
Место проведения — учебный театр РУТИ—ГИТИС.
Ведущий церемонии — профессор ГИТИСа Владимир Пивоваров. Победителей объявлял Дмитрий Певцов.

### II фестиваль, 6—7 июня 2009 года
В фестивале приняли участие студенты и актёры из Москвы, Санкт-Петербурга, Екатеринбурга, Костромы, Нижнего Новгорода, Новосибирска, Уфы, Ярославля.
Конкурсная программа прошла в учебном театре ГИТИСа, гала-концерт — в Театральном центре на Дубровке.
Председатель жюри — Дмитрий Певцов.

### III фестиваль, 6—9 апреля 2012 года
Ведущие церемонии: актёры Яна Аршавская и Сергей Чудаков. Председатель жюри — актриса Алиса Богарт.
Начиная с 2012 г. фестиваль становится ежегодным.

### IV фестиваль, 18—22 апреля 2013 года
4 марта в СТД прошла пресс-конференция. 18–20 апреля в СТД — лаборатория для педагогов по сценическому движению и фехтованию. 
Конкурсная программа и церемония открытия состоялась в учебном театре ГИТИСа. Ведущие церемонии: студентка РУТИ—ГИТИС Анастасия Мурашова и актёр РАМТа Алексей Мишаков.
Театрализованный гала-концерт прошёл на сцене Российского академического молодёжного театра (сценарий Елены Селестин (Мунтян), режиссёр Андрей Щукин). Ведущие церемонии: актёры Павел Баршак, Андрей Казаков, Дмитрий Певцов.
В фестивале впервые приняли участие фехтовальщики из других стран — Франции (коллектив «La Garde des Lys», ученики Клода Карльез), Италии, Великобритании, Испании, Эстонии (Любовь Балицкая).

### V фестиваль, 27—28 апреля 2014 года
Открытие фестиваля и конкурсная программа прошли 27 апреля в учебном театре ГИТИСа. Ведущие церемонии — телеведущий Андрей Сенцов и актриса Юлия Латышева. Члены жюри: Павел Абдалов, Сергей Голомазов, Мишель Карлье (Франция), Франческо Манетти (Италия), Владислав Флярковский, Сергей Чудаков.
Театрализованный гала-концерт с церемонией награждения победителей — 28 апреля в Театре на Малой Бронной. Ведущие — Влад Маленко и Маргарита Радциг.

### VI фестиваль, 16—17 апреля 2015 года
Открытие фестиваля и конкурсная программа прошли 16 апреля в учебном театре ГИТИСа. Ведущие — актёры Ирина Старшенбаум и Самик Какиашвили. Члены жюри: Андрей Рыклин (председатель), Андрей Олеванов, Павел Абдалов, Сергей Чудаков, Франческо Гроджа (Италия).
Гала-концерт с церемонией награждения победителей состоялся 17 апреля на сцене Театрального центра «На Страстном». Ведущие — актёры Юлия Латышева и Иван Калинин.
По итогам фестиваля на телеканале «Москва 24» был показан документальный фильм «Кто на новенького?», посвящённый сценическому фехтованию и «Серебряной шпаге».

### VII фестиваль, 20 — 23 апреля 2016 года
Открытие фестиваля и конкурсная программа прошли 21 апреля на новой сцене учебного театра ГИТИСа. В конкурсную программу вошло 26 номеров из Москвы, Санкт-Петербурга, Ижевска, Тулы, Ульяновска, Ярославля, Казахстана, Испании и Италии. Члены жюри: Андрей Рыклин (председатель), Андрей Олеванов, Павел Абдалов, Мишель Карлье (Франция), Хавьер Мехиа (Испания).
Гала-концерт с церемонией награждения победителей состоялся 22 апреля на сцене Театрального центра «На Страстном». Ведущие — актёры Евгения Белобородова и Иван Калинин.

### VIII фестиваль, 20 — 21 апреля 2017 года
Открытие фестиваля и конкурсная программа прошли 20 апреля на новой сцене учебного театра ГИТИСа. В конкурсной программе приняли участие более ста участников из России, Польши, Монголии.
Члены международного жюри: Андрей Рыклин (председатель), Павел Абдалов, президент Ассоциации каскадёров России Валерий Деркач, Андрей Ураев, Андрей Щукин, президент Британской академии сценического боя Роджер Бартлетт, президент Ассоциации каскадёров Чехии Игорь Криштоф.
Гала-концерт с церемонией награждения победителей состоялся 21 апреля на сцене Театрального центра «На Страстном». Ведущими церемонии стали победители фестиваля 2013 г. актёры Данила и Павел Рассомахины.

### IX фестиваль, 19 — 20 апреля 2018 года
Открытие фестиваля и конкурсная программа прошли 19 апреля на новой сцене ГИТИСа. Гала-концерт с церемонией награждения победителей — 20 апреля в учебном театра ГИТИСа.
Члены жюри: Павел Абдалов, Валерий Деркач (председатель), Анатолий Иксанов, Игорь Криштоф (Чехия), Андрей Рыклин, Андрей Ураев.

### X фестиваль, 2019 года
Юбилейный фестиваль.

### XI фестиваль, 16 — 17 октября 2020 года
В связи с пандемией коронавируса проведение фестиваля впервые было перенесено с весны на осень. Фестиваль прошёл в учебном театре ГИТИСа.

### XII фестиваль, 16 — 17 октября 2021 года
Фестиваль прошёл в учебном театре ГИТИСа.

### XIV фестиваль, 19 — 20 апреля 2024 года
Конкурсная программа и гала-концерт пройдут в учебном театре, а мастер-классы — в главном здании ГИТИСа.
Члены жюри: Валерий Деркач (председатель), Дмитрий Дюжев, Никита Кологривый, Массимилиано Кутрера (Италия), Дмитрий Тарасенко, Андрей Ураев, Константин Юшкевич.